# Psammisia incana
Psammisia incana är en ljungväxtart som beskrevs av J.L. Luteyn. Psammisia incana ingår i släktet Psammisia och familjen ljungväxter. Inga underarter finns listade i Catalogue of Life.